# Stazione di Imperia Oneglia
Stazione di Imperia Oneglia vasútállomás Olaszországban, Imperia településen.

## Vasútvonalak
Az állomást az alábbi vasútvonalak érintik:
- Genova–Ventimiglia-vasútvonal

## Kapcsolódó állomások
A vasútállomáshoz az alábbi állomások vannak a legközelebb:
- Stazione di Imperia Porto Maurizio
- Stazione di Diano Marina